# Фрейзіер (Каліфорнія)
Фрейзіер (англ. Frazier Park) — переписна місцевість (CDP) в США, в окрузі Керн штату Каліфорнія. Населення — 2592 особи (2020).

## Географія
Фрейзіер розташований за координатами 34°48′51″ пн. ш. 118°57′18″ зх. д. / 34.81417° пн. ш. 118.95500° зх. д. (34.814115, -118.955090).  За даними Бюро перепису населення США в 2010 році переписна місцевість мала площу 13,12 км², з яких 13,12 км² — суходіл та 0,00 км² — водойми.

## Демографія
Згідно з переписом 2010 року, у переписній місцевості мешкала 2691 особа в 1086 домогосподарствах у складі 672 родин. Густота населення становила 205 осіб/км².  Було 1354 помешкання (103/км²).
Расовий склад населення:
| - 85,4 % — білих - 1,2 % — корінних американців - 0,8 % — азіатів - 0,6 % — чорних або афроамериканців - 0,1 % — вихідців з тихоокеанських островів - 7,9 % — осіб інших рас |

До двох чи більше рас належало 4,1 %. Частка іспаномовних становила 19,6 % від усіх жителів.
За віковим діапазоном населення розподілялося таким чином: 23,9 % — особи молодші 18 років, 64,4 % — особи у віці 18—64 років, 11,7 % — особи у віці 65 років та старші. Медіана віку мешканця становила 40,4 року. На 100 осіб жіночої статі у переписній місцевості припадало 100,7 чоловіків;  на 100 жінок у віці від 18 років та старших — 102,0 чоловіків також старших 18 років.
Середній дохід на одне домашнє господарство  становив 53 028 доларів США (медіана — 36 156), а середній дохід на одну сім'ю — 66 893 долари (медіана — 56 094). За межею бідності перебувало 20,8 % осіб, у тому числі 24,6 % дітей у віці до 18 років та 12,1 % осіб у віці 65 років та старших.
Цивільне працевлаштоване населення становило 888 осіб. Основні галузі зайнятості: будівництво — 20,8 %, мистецтво, розваги та відпочинок — 17,6 %, виробництво — 14,6 %, освіта, охорона здоров'я та соціальна допомога — 14,3 %.